# Rey de Reyes (2015)
Rey de Reyes 2015 fue la decimonovena edición del Rey de Reyes, un evento de pago por visión de lucha libre profesional producido por Asistencia Asesoría y Administración. Tuvo lugar el 18 de marzo de 2015 desde Auditorio Benito Juárez en Zapopan, Jalisco. El evento especial es una lucha en la que el ganador se lleva la espada que lo acredita como el Rey de Reyes.
Originalmente, el evento estaba programado para el domingo 15 de marzo de 2015, pero debido al clima y los problemas con la obtención de documentación en orden, el espectáculo se pospuso para el 18 de marzo.
El evento marcó el regreso a la empresa Rey Mysterio Jr., luego de irse a la WWE y luego volver a principios de 2015. Debido a las fechas de mudanza, el combate entre El Patrón Alberto y Brian Cage fue cancelado, teniendo el reemplazado con un combate entre Blue Demon Jr. y Villano IV. 
También marca la última aparición para El Hijo del Perro Aguayo antes de que muriera tres días después.

## Resultados
- Venum y Ludxor derrotaron a Carta Brava Jr. y El Apache.
  - Ludxor cubrió a Apache después de un «Tirabuzón».
- Mascarita Sagrada, Pimpinela Escarlata y Faby Apache derrotaron a Mini Abismo Negro, Black Mamba y Taya en una lucha de Relevos Atómicos de Locura.
  - Escarlata cubrió a Mini Abismo.
- Bengala, Drago y Súper Nova derrotaron a Daga, El Hijo de Pirata Morgan y Súper Fly.
  - Ludxor cubrió a Apache después de un «Tirabuzón».
- El Hijo del Fantasma (c) derrotó a Fénix y retuvo el Campeonato Mundial de Peso Crucero de AAA.
  - Fantasma cubrió a Fénix después de un «Piledriver».
  - Después de la lucha, Fénix le dio un abrazo a Fantasma en señal de respeto aunque era una trampa para que La Sociedad (Dorian Roldán, Konnan, Taya y El Hijo del Perro Aguayo) intentara atacar, pero aparece Rey Mysterio Jr. a salir a detenerlos.
- Blue Demon Jr. derrotó a Villano IV.
  - Demon forzó a Villano a rendirse con un «Three-quarter facelock».
- Los Güeros del Cielo (Angélico & Jack Evans) y La Parka derrotaron a Hell Brothers (Averno, Chessman & Cibernético).
  - La Parka cubrió a Cibernético después de un «Spinning headlock elbow drop».
  - Durante la lucha, El Mesías intervino a favor de los Hell Brothers.
  - Después de la lucha, El Mesías y Hell Brothers atacaron a La Parka y a Blue Demon.
- El Texano Jr. derrotó a Aero Star, Psycho Clown y El Mesías en un Fatal 4-Way Elimination Match y ganó el torneo de Rey de Reyes 2015.
  - Mesías cubrió a Star después de un «Sharpshooter».
  - Clown cubrió a Mesías después de una «Desnucadora».
  - Texano cubrió a Clown después de un «Powerbomb».
  - Durante la lucha, La Parka ataca con una silla a Mesías.
- Rey Mysterio Jr. y Myzteziz derrotaron a Pentagón Jr. y El Hijo del Perro Aguayo.
  - Msterio cubrió a Pentagón después de un «Canadian Destroyer».
  - Esta fue la última lucha de Perro Aguayo hasta el 21 de marzo, debido su fallecimiento.